# کادیلاک صورتی (فیلم)
کادیلاک صورتی (انگلیسی: Pink Cadillac) فیلمی در ژانر اکشن به کارگردانی بادی وان هورن است که در سال ۱۹۸۹ منتشر شد.

## بازیگران
- کلینت ایستوود
- برنادت پیترز
- جیم کری
- جیمز کرامول
- بیل مسلی
- جفری لوئیس
- بیل مک‌کینی